# Orlí hnízdo
Hitlerovo Orlí hnízdo je neoficiální název pro horské útočiště Adolfa Hitlera a jeho nejvěrnějších spolupracovníků, které se nachází v horské oblasti Obersalzberg poblíž jihobavorského města Berchtesgaden (asi 150 kilometrů jihovýchodně od Mnichova a 30 kilometrů jižně od rakouského Salcburku).

## Historie vzniku
Jednalo se o uzavřený areál, resp. komplex několika budov vzájemně propojených podzemními tunely a spojovacími štolami. Zde ležela v nadmořské výšce cca 1000 m n. m. chata Wachenfeld, která byla různými nacisty využívána už od 20. let 20. století (Hitler tu prý, mimo jiné, také kdysi po svém návratu z landsberského vězení, sepisoval svoji knihu Mein Kampf). Tato horská budova je také zachycena i na několika dokumentárních filmech z oné doby. Nacisté celou horskou oblast víceméně násilím zabrali pro sebe a vybudovali zde pro svého vůdce rozsáhlý areál s mnoha bunkry a podzemními úkryty. Hitler si zde zřídil svůj Berghof, tedy jakýsi horský zámek, čili spodní budovu Orlího hnízda.

## Budova Orlího hnízda
Vlastní horní a hlavní budova Orlího hnízda pak ležela nedaleko na vrcholku místní hory Kehlstein v nadmořské výšce 1834 m n. m. a podobala se většímu horskému hotelu. Z Obersalzbergu k ní byla vybudována nová horská silnice  6,5 km dlouhá a 4 m široká. Bylo překonáno převýšení 800 m  a postaveno 5  tunelů. Ve výšce 1700 m bylo ve skále vysekáno parkoviště pro otáčení vozidel a 127 m dlouhý tunel obložený přírodním kamenem. Na jeho  konci byla hala, z níž vedla 124 m vysoká výtahová šachta pro  vstup do hotelu. Kabina výtahu  měla luxusní provedení s koženými sedačkami a  obložením zrcadlovou mosazí.  Toto horní Orlí hnízdo nechal postavit vůdcův nejbližší spolupracovník a osobní tajemník Martin Bormann v roce 1937. Stavba trvala jeden rok a byla uvedena do provozu 20. dubna 1939.  Nazývá se Kehlstein Teehaus, nebo Kehlsteinhaus či Kehlalm, a je z ní výhled do celého kraje (v tom se patrně opravdu podobá skutečnému orlímu hnízdu). Celý komplex staveb byl na svou dobu velice unikátní a technicky zajímavý.  Dům na Kehlsteinu byl postaven ze žulových kvádrů  a  vybaven cenným mobiliářem. V domě byla velká kruhová  společenská místnost s mramorovým krbem, jídelna, kuchyně, strážní pokoj a ložnice.  Z domu vede úzká cesta pro pěší k vrcholu, ze kterého je výhled na okolní hory. 
Orlí hnízdo se však nestalo oblíbeným Hitlerovým místem v Berghofu. Bál se totiž případných komplikací při jízdě výtahem, je zdokumentováno jen 14 Hitlerových návštěv.

## Po druhé světové válce
Na konci druhé světové války celý areál na úpatí hory západní spojenci letecky bombardovali (přesně 25. dubna 1945), samotné Orlí hnízdo umístěné na samém vrcholku hory se jim ale nepodařilo vůbec zasáhnout, areál na úpatí byl nicméně téměř kompletně zničen. O několik let později jej prakticky celý ještě jednou vyhodili do povětří. Z areálu, jež původně začínal na úpatí hory se do dnešních dob dochovaly pouze nepatrné zbytky (prakticky jen základy některých budov), neboť po druhé světové válce nebyl vůbec žádný zájem uchovávat jakoukoliv vzpomínku na osobu Adolfa Hitlera. Nicméně horský hotel na vrcholku Kehlsteinu stojí dodnes a je turisticky velmi atraktivním místem (mimo turisty též pro filmaře, kteří zde natočili nejeden hraný či dokumentární film o Adolfu Hitlerovi). Nachází se zde, mimo jiné, malé muzeum se stálou expozicí vztahující se k pohnutým dějinám tohoto místa. Místo bylo po válce středem pozornosti, navštívila jej celá řada známých osobností, mimo jiné i někdejší vrchní velitel západních spojenců a pozdější prezident USA Dwight Eisenhower. Američané pak okolí Berchtesgadenu a Obersalzbergu po mnoho let využívali jako své vlastní rekreační středisko, snažili se tím také omezit přístup k tomuto místu, které stále ještě někteří Němci pokládali či pokládají svým způsobem za pietní.

## Současnost
V Obersalzbergu na místě původního údolního areálu nyní vyrostl zcela nový moderní luxusní hotel určený pro turistickou klientelu. Zdá se, že neblahá minulost tohoto jinak velmi turisticky atraktivního místa bude odmýtizována. Nebo lze zájem o toto historicky poznamenané místo přičíst novodobému turistickému trendu, kterým je temná turistika.